# Shan Ako
Shan Ako, all'anagrafe Shanice Smith (Croydon, 17 gennaio 1993) è una cantante e attrice britannica.

## Biografia
Shan Ako ha studiato alla BRIT School e poi alla Middlesex University, ottenendo una laurea in "Music Business and Arts Menagement" nel 2014. Dopo aver rilasciato due EP nel 2013 e nel 2016, nel 2018 è stata una concorrente nella quindicesima edizione di The X Factor entrando a far parte della squadra di Simon Cowell. Ako è stata eliminata durante i quarti di finale, classificandosi al settimo posto.
Attiva anche in campo teatrale, nel 2017 ha interpretato Whitney Houston nella tournée britannica ed europea del musical Whitney: Queen of the Night. Successivamente, nel 2019 è entrata nel cast di Les Misérables nel ruolo di Éponine. Ha interpretato la parte in un'edizione concertistica al Gielgud Theatre con un cast di alto profilo che annoverava Alfie Boe, Matt Lucas e Michael Ball e poi ancora nella produzione stabile del musical in scena al Sondheim Theatre del West End londinese. Nel 2020 e nel 2021 ha nuovamente interpretato Éponine nel musical al Gielgud Theatre. Per la sua interpretazione ha vinto lo Stage Debut Award nel 2020.
Ha poi interpretato il ruolo di Eliza Schuyler nel musical Hamilton, sempre al West End.

## Filmografia

### Cinema
- Les Misérables: The Staged Concert, regia di Nick Morris (2019)

### Televisione
- The X Factor – concorrente, 7 episodi (2018)

## Discografia

### Cast Recording
- 2019 – Les Misérables: The Staged Concert

### EP
- 2013 – He Loves Me
- 2016 – Prisoner of Hope